# Pacha
Pacha är en nattklubbfranchise med huvudkontor på Ibiza. Den första klubben öppnades Sitges utanför Barcelona 1967. Klubben finns på 20 platser hela världen, t. ex. Ibiza, New York, Madrid, Valencia och London.
Pacha Ibiza teman: Swedish House Mafia hade år 2009 temat Dark Forest och 2010/2011 temat Masquerade Motel. David Guetta har F*** Me I'm Famous tema.